# 1997年至1998年英格蘭足總盃
1997/98球季英格蘭足總盃（英語：FA Cup），是第117屆英格蘭足總盃，今屆賽事的冠軍是阿仙奴，他們在決賽以2:0擊敗紐卡素，奪得冠軍。
阿仙奴成為本土聯賽雙料冠軍。

## 外部連結
1. 英格蘭足總盃官網Archive-It的存檔，存档日期2012-04-24
2. 英格蘭足總盃 歷屆冠軍（页面存档备份，存于）